# اسماعیل آزمین
اسماعیل آزمین نظامی و حقوق‌دان اهل ایران در دوران پهلوی و نماینده حوزه انتخابیه آستارا در بیستمین دوره مجلس شورای ملی بود.
آزمین از نظامیان دوره پهلوی بود که پس از پایان تحصیلات به فعالیت در ارتش پرداخت و تا درجه سرهنگی در ارتش شاهنشاهی خدمت کرد. او در سال ۱۳۳۹ به نمایندگی از مردم آستارا به مجلس شورای ملی (دوره بیستم) راه یافت. او در انتخابات موسوم به دوره زمستانی راه یافته بود به مدت دو ماه و هفده روز در مجلس حضور یافت تا اینکه مجلس به درخواست علی امینی و فرمان شاه منحل شد.
اسماعیل آزمین در سال ۱۳۲۴ و با درجه سروان، به عنوان «کمک دادستان» در دادگاه تجدیدنظر سرتیپ عباس البرز (فرمانده سابق تیپ مَکُران) فعالیت کرد. سرتیپ البرز در دادگاه بدوی به اعدام محکوم شده بود. همچنین وی در سال ۱۳۳۲ و با درجه سرهنگ دوم، یکی از ۵ وکیل مدافع سرتیپ محمدتقی ریاحی (رئیس ستاد ارتش پیش از کودتای ۲۸ مرداد) در دادگاه نظامی بود.